# Nordhastedt
Nordhastedt – miejscowość i gmina w Niemczech, w kraju związkowym Szlezwik-Holsztyn, w powiecie Dithmarschen, wchodzi w skład urzędu Kirchspielslandgemeinde Heider Umland.

## Współpraca
Miejscowość partnerska:
- Hahnstätten, Nadrenia-Palatynat